# Agostino Origlio
Agostino Origlio (Messina, 14 giugno 1974) è un ex cestista e allenatore di pallacanestro italiano.
Originario di Capo d'Orlando, è stato allenatore delle Nazionali italiane maschile e femminile 3x3.

## Carriera

### Nei club
È stato assistente allenatore in LBA con Teramo e Brindisi. È stato capo allenatore di Rosignano, Oristano, Valmontone, Cerignola, Matera, Sant'Antimo, Montecatini e, da gennaio 2024, Bisceglie. Il 9 luglio 2024 è ufficializzato come head coach di Latina, in Serie B Nazionale. Dopo un inizio di stagione deludente, viene esonerato il 18 novembre dello stesso anno.

### In Nazionale
È stato l'allenatore della Nazionale italiana maschile e femminile 3x3, alle qualificazioni per la Coppa Europa 2022 e 2023. Ha guidato le Azzurre al Torneo di Voiron e nella Women's Series 2022, conquistando il secondo posto nella tappa di Bucarest. Nel novembre 2022, è assistente di Andrea Capobianco al raduno della Nazionale 3x3 femminile. Nel luglio 2024, guida le Azzurre alla FIBA Women's Series a Bordeaux (Francia).
Nell'aprile 2025, viene scelto come coach dell'Italia U-23 per il raduno a Roma e per la seguente partecipazione alla Youth Nations League. La squadra si qualifica per il Mondiale di categoria dopo la vittoria nella tappa della Youth Nations League a Szolnok.